# 우한 (역사가)
우한(중국어 간체자: 吴晗, 정체자: 吳晗, 병음: Wú Hán, 1909년 8월 11일 ~ 1969년 10월 11일)은 중화인민공화국의 역사가이자 중국민주동맹의 정치인이다.

## 생애
1909년 저장성 이우시에서 태어나 1925년부터 상하이 중국 공학 예과 등에서 공부한 뒤 1927년부터 저장성 즈장 대학 (전 기독교 사립 대학)에서 학업하였고 1931년 칭화 대학 역사학과에 들어갔다. 1937년부터 윈난성의 윈난 대학에서 교편을 잡았고, 1940년에 국립 서남 연합대학 교수가 되었으며, 거기에서 중국 민주정단동맹에 가입하였다. 제2차 세계 대전 종료 후에, 1946년에 칭화 대학 교수, 1949년에 중국 민주동맹 베이핑시 서기, 칭화 대학 문학원장 임시 대행(후임은 진웨린) 등을 맡았다. 중화인민공화국 성립 후에, 중국 전국청년연합회 부주석, 베이징시 부시장, 민주동맹 상임위원, 민주동맹 부주석, 베이징시 정협 부주석 등직에 있었고, 1957년 반우파 운동 이후로 중국 공산당 당원을 겸하였다. 1960년대 이후에, 역사 희곡 《해서파관》 사건을 계기로 마오쩌둥, 천보다, 캉성 등과 사인방의 탄압을 받아서 문화대혁명 초기에 감옥에서 죽었다. 문화대혁명이 끝난 뒤에, 덩샤오핑, 후야오방, 야오이린 등 중공 유력 정치인들 및 중국 민주동맹에 의해서 정치적으로 복권되었다.

## 같이 보기
- 천보다
- 젠보짠